# Walter Kollo

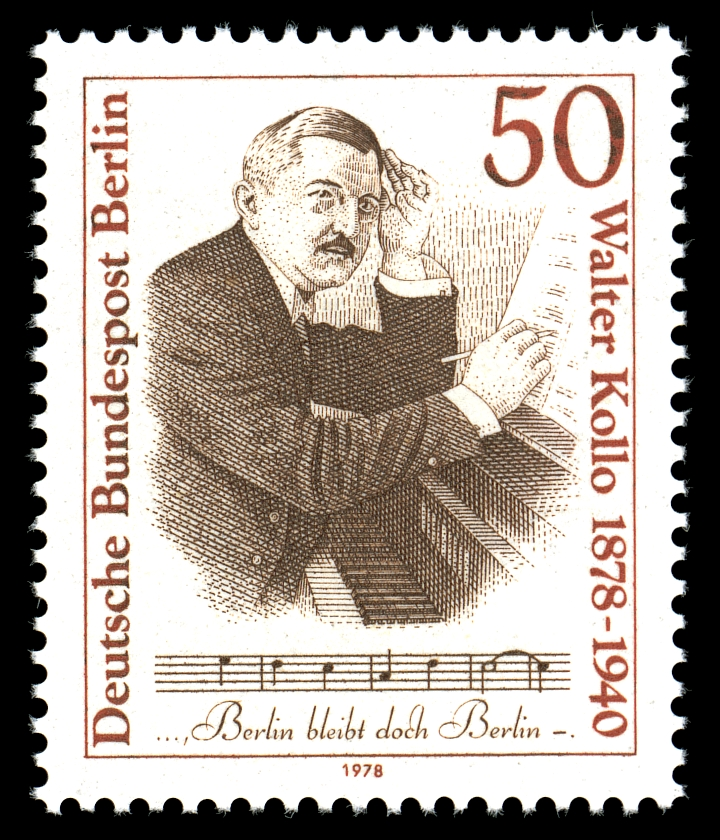
Briefmarke 1978

Walter Elimar Kollo (eigtl. Walter Elimar Kollodzieyski; * 28. Januar 1878 in Neidenburg, Ostpreußen; † 30. September 1940 in Berlin) war ein deutscher Komponist. Er schrieb vorwiegend Operetten und sonstige Stücke der Leichten Muse.

## Leben und Wirken
Der Kaufmannssohn sollte ursprünglich den Beruf des Vaters ergreifen, konnte sich dann aber mit Hilfe seiner Mutter in den Konservatorien Sondershausen und Königsberg dem Musikstudium widmen und kam nach kurzer Tätigkeit als Theaterkapellmeister in Königsberg 1899 nach Berlin. Hier wandte sich Kollo der Unterhaltungsmusik zu, schrieb seit 1908 Werke für das volkstümliche Musiktheater und hatte 1910 mit der gemeinsam mit Willy Bredschneider komponierten Posse Große Rosinen seinen ersten großen Erfolg.
Es folgten weitere Singspiele, Possen und Operetten, unter anderem Wie einst im Mai (1913; darin: Es war in Schöneberg, im Monat Mai; Die Männer sind alle Verbrecher), Der Juxbaron (1916), Drei alte Schachteln (1917) und Die Frau ohne Kuß (1924). Er heiratete Marie Preuß, die unter dem Künstlernamen Mizzi Josetti als Tanzsoubrette auftrat.
Kollo trat auch als Komponist von Revuen und Tonfilmen hervor, gehörte 1915 zu den Begründern der GEMA und gründete im gleichen Jahr einen eigenen Musikverlag, die Kollo-Verlag GmbH. Später unternahm er erfolgreiche Konzerttourneen als Dirigent seiner eigenen Werke. Kollo gilt neben Jean Gilbert und Paul Lincke als Begründer der Berliner Operette.
Walter Kollo ist Vater des Komponisten und Textdichters Willi Kollo und Großvater des Opernsängers René Kollo und der Agentin für Musiktheater und Bühnen- und Musikverlegerin Marguerite Kollo (1935–2013).

## Ehrungen

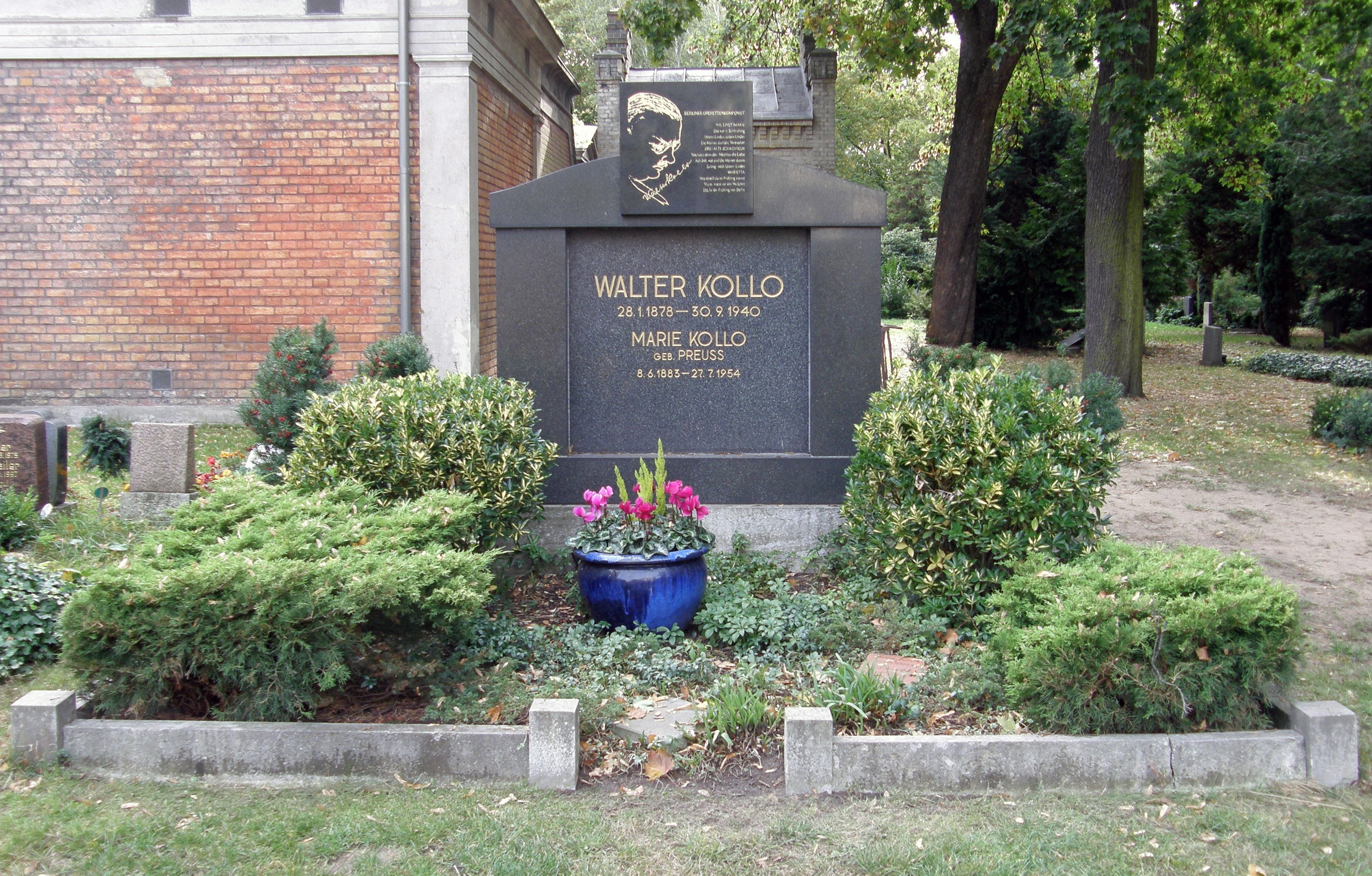
Grabstätte

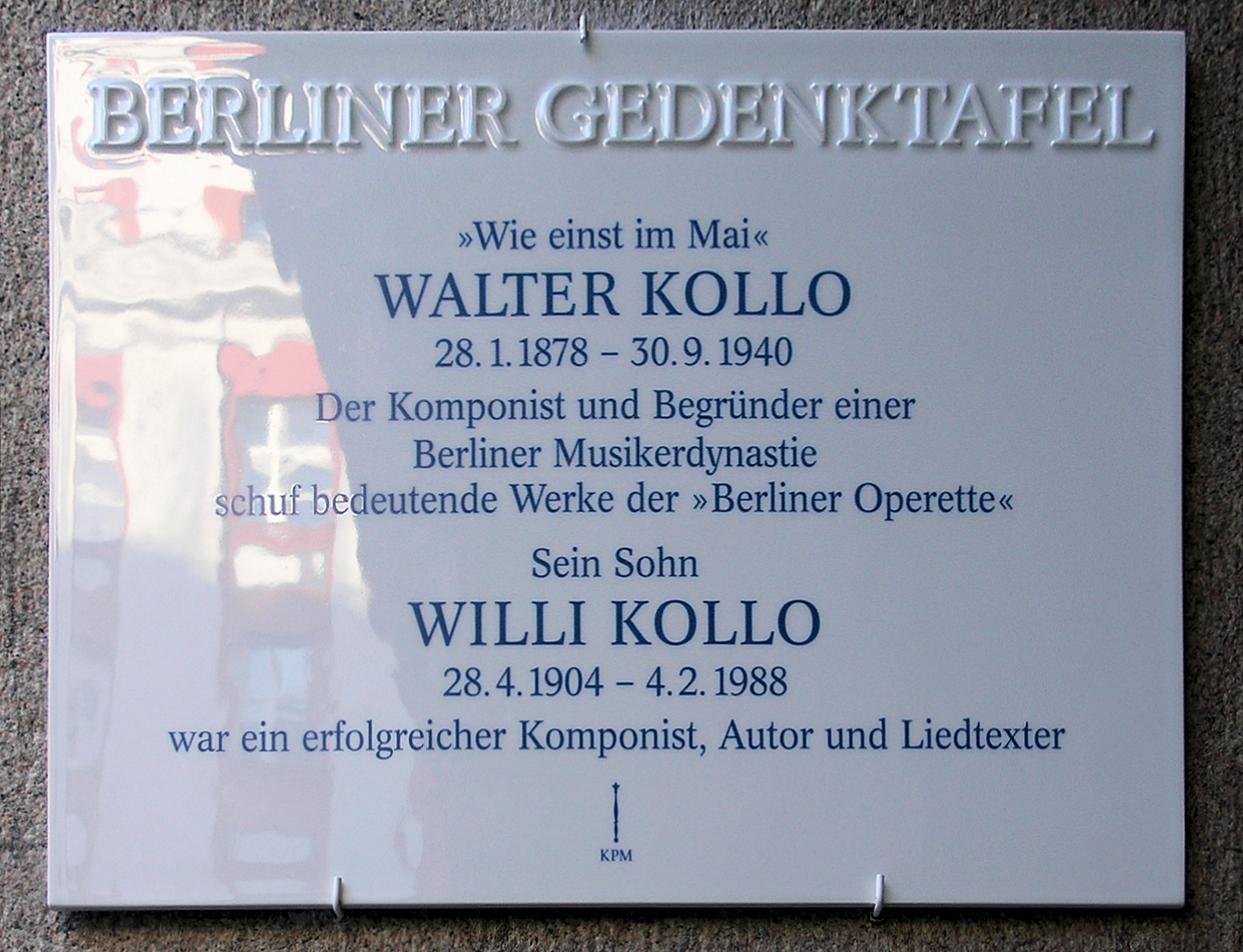
Gedenktafel am Haus Friedrichstraße 101, in Berlin-Mitte

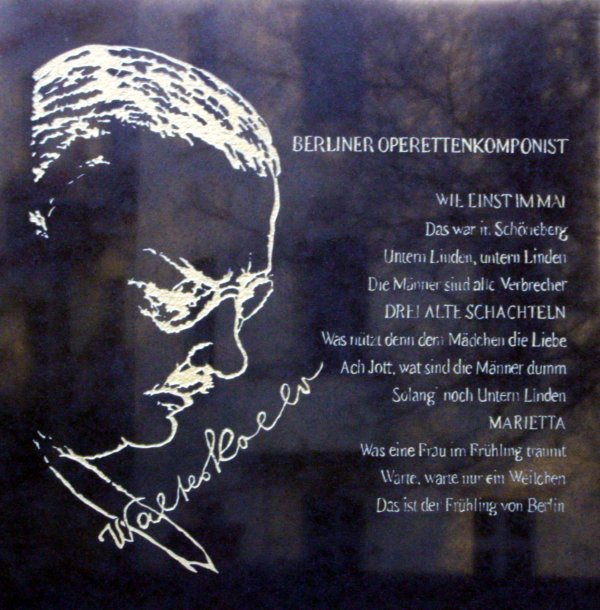
Walter-Kollo-Gedenktafel an seinem Ehrengrab

Das Grab Walter Kollos befindet sich in Berlin im Ortsteil Berlin-Mitte auf dem Sophienfriedhof II in der Nähe des Friedhofseingangs an der Ackerstraße. Ein Gedenkstein erinnert dort an seine berühmtesten Evergreens. Sein Grab ist als Ehrengrab der Stadt Berlin gewidmet. Auch seine Frau wurde 1954 dort beigesetzt.
Am 30. September 2010 (70. Todestag von Walter Kollo) wurde am Berliner Admiralspalast eine Gedenktafel für Walter und Willi Kollo enthüllt, die sich u. a. auf die Zusammenarbeit mit Herman Haller anlässlich der Haller-Revuen von 1923 bis 1928 bezieht. Aus der Revue Drunter und Drüber (1923) stammt die Berlin-Hymne Solang noch Untern Linden die alten Bäume blühn, kann nichts uns überwinden, Berlin bleibt doch Berlin (Text: Rideamus).

## Werke

### Operetten
- 1911: Sein Herzensjunge (UA 1. April 1911 Thalia-Theater, Wuppertal-Elberfeld)
- 1911: Große Rosinen (UA 31. Dezember 1911 Berliner Theater, Berlin)
- 1912: Filmzauber (UA 19. Oktober 1912 Berliner Theater, Berlin)
- 1912: So wird’s gemacht (UA 12/1912 Neues Theater, Hamburg)
- 1913: Wie einst im Mai (1. Fassung UA 4. Oktober 1913 Berliner Theater, Berlin)
- 1913: Der Juxbaron (UA 14. November 1913 Carl Schultze-Theater, Hamburg)
- 1914: Immer feste druff (UA 1. Oktober 1914 Theater am Nollendorfplatz, Berlin)
- 1915: Wenn zwei Hochzeit machen (UA 23. Oktober 1915 Berliner Theater, Berlin)
- 1916: Der selige Balduin (UA 31. März 1916 Montis Operetten-Theater, Berlin)
- 1916: Auf Flügeln des Gesanges (UA 9. September 1916 Berliner Theater, Berlin)
- 1917: Drei alte Schachteln (UA 6. Oktober 1917 Theater am Nollendorfplatz, Berlin)
- 1917: Die tolle Komteß (UA 21. Februar 1917 Berliner Theater, Berlin)
- 1918: Blitzblaues Blut (UA 9. Februar 1918 Berliner Theater, Berlin)
- 1918: Sterne, die wieder leuchten (UA 6. September 1918 Berliner Theater, Berlin)
- 1919: Fräulein Puck (UA 25. Juni 1919 Münchner Volkstheater, München)
- 1920: Der verjüngte Adolar (UA 4. Oktober 1920 Theater in der Kommandantenstraße, Berlin)
- 1921: Die Königin der Nacht (UA 2. September 1921 Neues Operettentheater, Berlin)
- 1922: Lady Chic (UA 11. März 1922 Neues Operettentheater, Berlin)
- 1923: Marietta (UA 22. Dezember 1923 Metropol-Theater, Berlin)
- 1924: Die tanzende Prinzessin (UA 15. April 1924 Komische Oper, Berlin)
- 1924: Die vertagte (Hochzeits)Nacht (UA 11. November 1924 Stadttheater, Mainz)
- 1924: Die vertauschte Frau (UA Neues Operettenhaus, Berlin)
- 1924: Die Frau ohne Kuß (UA 5. Juli 1924 Schillertheater, Berlin)
- 1925: Olly-Polly (UA 3. September 1925 Neues Theater am Zoo, Berlin)
- 1926: Nur Du (UA 23. Dezember 1926 Berliner Theater, Berlin)
- 1927: Der Juxbaron, Film zur Operette
- 1927: Drei arme kleine Mädels (UA 22. April 1927 Theater am Nollendorfplatz, Berlin)
- 1928: Jettchen Gebert (UA 22. Dezember 1928 Theater am Nollendorfplatz, Berlin)
- 1930: Der doppelte Bräutigam (UA 7. März 1930 Theater am Schiffbauerdamm, Berlin)
- 1930: Majestät läßt bitten (UA 5. April 1930 Komische Oper, Berlin)
- 1931: Frauen haben das gern (UA 4. Juni 1931 Komische Oper, Berlin)
- 1933: Die Männer sind mal so (UA 4. Januar 1933 Schillertheater, Berlin)
- 1933: Lieber reich aber glücklich (UA Komödienhaus, Berlin)
- 1934: Derfflinger (UA 17. Februar 1935 Metropol-Theater, Berlin)
- 1935: Heirat nicht ausgeschlossen (UA 4. Januar 1935 Komische Oper, Berlin)
- 1935: Ein Kaiser ist verliebt (UA 22. August 1935 Deutsches Nationaltheater, Osnabrück)
- 1935: Berlin, wie es weint, Berlin, wie es lacht (UA 10. Oktober 1935 Plaza, Berlin)
- 1935: Pour plaire aux femmes (nach Frauen haben das gern) (UA 17. Oktober 1935 Théâtre Déjazet, Paris)
- 1936: Mädel ahoi (UA 17. April 1936 Deutsches Nationaltheater, Osnabrück)
- 1938: Das Schiff der schönen Frauen (UA 25. Dezember 1938 Apollo-Theater, Köln)
- 1943: Wie einst im Mai (Walter und Willi Kollo) (UA 26. Mai 1943 Theater des Volkes Berlin)

### Evergreens
- Ach Jott, was sind die Männer dumm (Aus der Operette Drei alte Schachteln)
- Alle Englein lachen (Aus der Operette Wenn zwei Hochzeit machen)
- Die Augen einer schönen Frau (Duett aus der Revue Immer feste druff)
- Das ist der Frühling von Berlin (Aus der Operette Die Frau ohne Kuss)
- Das klingt als wenn’s ein Märchen wär (Aus dem Singspiel Jettchen Gebert)
- Dein auf ewig (Aus der Operette Die tolle Komtess)
- Denk nur, wie schön wird das Wiedersehn (Aus der Operette Wie einst im Mai)
- Du, nur Du (Aus der gleichnamigen Operette)
- Es geht auch ohne Auto (Aus der Operette Lieber reich, aber glücklich)
- Es war in Schöneberg (Aus der Operette Wie einst im Mai)
- Großmama (Aus der Operette Wie einst im Mai)
- Hab’n wir uns nicht schon mal kennengelernt (Aus der Operette Wie einst im Mai)
- Heimat, du Inbegriff der Liebe (Lied aus dem Singspiel Derflinger)
- Holunderblüten und Maiennacht (Lied aus dem Singspiel Derflinger)
- Immer an der Wand lang
- Die kleine Bank am „Großen Stern“ (Aus Berlin, wie es weint, Berlin, wie es lacht)
- Es sang der kleine Finkenhahn
- Kleine Mädchen müssen schlafen geh’n (Aus der Operette Der Juxbaron)
- Komm, hilf mir mal die Rolle dreh’n
- Mit dir möcht’ ich am Sonntag angeln gehn
- Mädel jung gefreit
- Die Männer sind alle Verbrecher1 (Aus der Operette Wie einst im Mai)
- Max, du hast das Schieben raus (Einlage in dem Singspiel Jettchen Gebert)
- Mein Papagei frißt keine harten Eier
- Nach meine Beene is ja janz Berlin verrückt
- Pauline geht tanzen
- Das Schmackeduzchen
- Solang noch Untern Linden (Aus der Operette Drei alte Schachteln)
- Untern Linden (Aus der Posse mit Gesang Filmzauber)
- Das Vergissmeinnicht
- Warte, warte nur ein Weilchen (Aus der Operette Marietta)
- Was eine Frau im Frühling träumt (Aus der Operette Marietta)
- Wenn ein Mädel einen Herrn hat
- Wenn zwei Hochzeit machen
- Zwei rote Rosen, ein zarter Kuss

1Die Männer sind alle Verbrecher wurde 1915 – wie auch andere Unterhaltungslieder der damaligen Zeit – von einem unbekannten Texter als Propagandalied in Die Serben sind alle Verbrecher umgedichtet und unter anderem vom Vortragskünstler Hermann Wehling (1873–1922) aufgenommen.

### Filmmusik
- 1925: Der Flug um den Erdball
- 1927: Die schönsten Beine von Berlin
- 1930: Chacun sa chance
- 1931: Der Herr Bürovorsteher
- 1931: Der verjüngte Adolar
- 1931: Kopfüber ins Glück
- 1934: Der schwarze Walfisch
- 1937: Ball im Metropol
- 1937: Hahn im Korb
- 1938: Der Mann, der nicht nein sagen kann
- 1938: Der Tag nach der Scheidung
- 1941: Leichte Muse
- 1958: Solang’ noch untern Linden (Film über sein Leben von Willi Kollo)